# Kispéter Mihály
Kispéter Mihály (Szeged, 1919. október 9. – Tata, 1966. január 19.) válogatott labdarúgó, hátvéd, majd edző.

## Pályafutása

### Klubcsapatban
Szülővárosában kezdett futballozni, a Móravárosi TE csapatában. 1939-ben igazolt a Szolnoki MÁV csapatához. Tagja volt az 1941-ben magyar kupagyőztes és az 1941–42-es idényben bronzérmes csapatnak. 1941-ben a válogatottban is bemutatkozott, ami akkoriban az egyik legnagyobb elismerés volt egy vidéki játékos számára. A második világháborút követően Debrecenben játszott, majd 1947-ben, 28 évesen igazolt a Ferencvároshoz. Az 1948–49-es idényben a bajnokcsapat tagja volt. Rudas Ferenc súlyos sérülése után őt ajánlotta maga helyett csapatkapitánynak. Az 1952-es idényben, amikor a csapat nehéz, kiesés közeli helyzetbe került, a pályán és a pályán kívül is erején felül vállalt. Az egész szezonban ragyogóan játszott. A csapat sorsa az utolsó, Salgótarján elleni Üllői úti mérkőzésen dőlt el. Kispéter nem egy-két embert, egy egész csatársort lefogott. A Ferencváros 1-0-ra győzött. Egykori csapattársa, így nyilatkozott róla:
| „                 | A 90 perc annyira kivette minden energiáját, hogy az öltözőben percekig meg sem tudott szólalni. Ahogy erőt vett magán, felállt és sorban minden játékosnak megköszönte a helytállást. Ő köszönte meg, aki a győzelemért a legtöbbet tette… | ” |
| – Mészáros József | |   |

Bár pályafutása java részét Kinizsi-mezben és piros-fehérben játszotta, a kezdeti zöld-fehér sikerek után megadatott neki, hogy úgy is fejezze be a pályafutását. Utolsó bajnoki meccsét 1956. április 21-én még a Kinizsi színeiben játszotta (1–2 a Honvéd ellen a Népstadionban), ám a Fradi híres ausztráliai túráján, immáron újra zöld-fehérben még kilenc mérkőzést játszhatott. A legutolsót, Newcastle városában, 1957. augusztus 4-én, Hongkong válogatottja ellen. A Ferencvárosban összesen 291 mérkőzésen szerepelt (215 bajnoki, 54 nemzetközi, 22 hazai díjmérkőzés) és 9 gólt szerzett (7 bajnoki, 2 egyéb).

### A válogatottban
1941 és 1953 között 11 alkalommal szerepelt a válogatottban. A csúcsformáját hosszú éveken át tartotta, a válogatottban azonban a sikeres bemutatkozás után mégis mellőzték. Hiába követelte a közönség a válogatottba, ő soha nem panaszkodott emiatt. Szerényen megjegyezte, a helyén játszó másik nála is jobb. Persze, ahogy mindenki, ő is tisztában volt vele, egyetlen bűne az volt, hogy az Üllői úton játszott és ebből nem volt hajlandó engedni. Képességei és kitűnő átlagteljesítménye, megbízhatósága alapján többször is helye lett volna a válogatottban. A mellőzés azonban nem csökkentette akaraterejét. Legemlékezetesebb válogatottbeli teljesítményét 1953. október 4-én, a Bulgária elleni találkozón (1–1) nyújtotta.

### Edzőként
Visszavonulása után 1957-től a Ganz-Mávag edzője lett, majd 1963-tól a Bp. Honvéd vezetőedzőjeként dolgozott. 1966. január 19-én a tatai edzőtáborban, futballozás közben végzett vele egy szívroham. Emlékére az FTC Utánpótlás Centrumában az egyik pályát Kispéter Mihály-pályának nevezték el.

## Sikerei, díjai

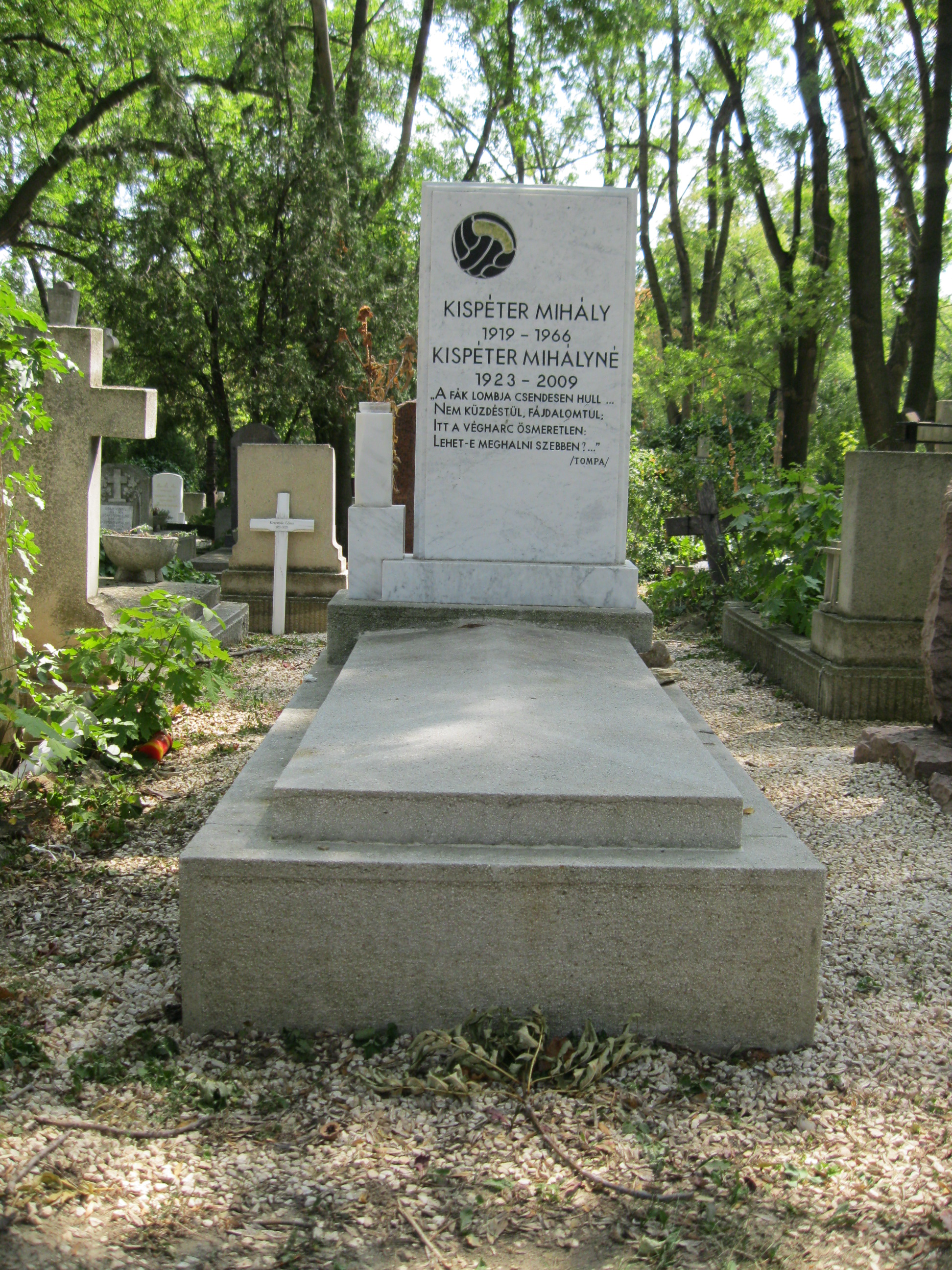
Kispéter Mihály sírja a Farkasréti temetőben

### Játékosként
- Magyar bajnokság
  - bajnok: 1948–49
  - 2.: 1949–50
  - 3.: 1941–42, 1947–48, 1955
- Magyar kupa
  - győztes: 1941, 1958
- Az év labdarúgója: 1948–49
- A Magyar Népköztársaság Érdemes Sportolója (1954)[3]

### Edzőként
- Magyar bajnokság
  - 2.: 1963-ősz, 1964
- Magyar kupa
  - győztes: 1964

## Statisztika

### Mérkőzései a válogatottban
| Magyarország | Magyarország       | Magyarország                 | Magyarország       | Magyarország | Magyarország | Magyarország | Magyarország | Magyarország |
| #            | Dátum              | Helyszín                     | Hazai              | Eredmény     | Vendég       | Kiírás       | Gólok        | Esemény      |
| ------------ | ------------------ | ---------------------------- | ------------------ | ------------ | ------------ | ------------ | ------------ | ------------ |
| 1.           | 1941. április 6.   | Köln                         | Németország        | 7 – 0        | Magyarország | barátságos   | -            |              |
| 2.           | 1941. november 16. | Zürich, Hardturm stadion     | Svájc              | 1 – 2        | Magyarország | barátságos   | -            |              |
| 3.           | 1942. június 14.   | Budapest, Üllői úti pálya    | Magyarország       | 1 – 1        | Horvátország | barátságos   | -            |              |
| 4.           | 1943. november 7.  | Budapest, Üllői úti pálya    | Magyarország       | 2 – 7        | Svédország   | barátságos   | -            |              |
| 5.           | 1947. október 12.  | Bukarest                     | Románia            | 0 – 3        | Magyarország | Balkán-kupa  | -            |              |
| 6.           | 1948. május 2.     | Bécs, Práter stadion         | Ausztria           | 3 – 2        | Magyarország | Európa-kupa  | -            |              |
| 7.           | 1948. május 23.    | Tirana, Qernal Stafa-stadion | Albánia            | 0 – 0        | Magyarország | Balkán-kupa  | -            |              |
| 8.           | 1948. június 6.    | Újpest, Megyeri úti stadion  | Magyarország       | 9 – 0        | Románia      | Balkán-kupa  | -            |              |
| 9.           | 1949. október 30.  | Újpest, Megyeri úti stadion  | Magyarország       | 5 – 0        | Bulgária     | barátságos   | -            | 82'          |
| 10.          | 1952. május 27.    | Moszkva, Dinamo-stadion      | Moszkva-válogatott | 2 – 1        | Magyarország | barátságos   | -            |              |
| 11.          | 1953. október 4.   | Szófia, Levszki-stadion      | Bulgária           | 1 – 1        | Magyarország | barátságos   | -            |              |
|              | Összesen           |                              |                    | 11           | mérkőzés     |              | 0            | gól          |